# 圣波利安
圣波利安（法語：Saint-Paulien，法語發音：[sɛ̃ poljɛ̃]）是法国上卢瓦尔省的一个市镇，位于该省中部，属于勒皮区。

## 地理
圣波利安（45°8'11"N, 3°48'46"E）面积40.63 平方千米，位于法国奥弗涅-罗讷-阿尔卑斯大区上盧瓦爾省，该省份为法国中南部省份，北起多姆山省和卢瓦尔省，西接康塔爾省，南至洛泽尔省，东临阿尔代什省。
与圣波利安接壤的市镇（或旧市镇、城区）包括：布朗扎克、博尔讷、塞欧达莱格尔、卢瓦尔河畔拉武特、利萨克、卢德、波利尼亚克、圣波利安附近圣热内、圣维达勒、圣樊尚。

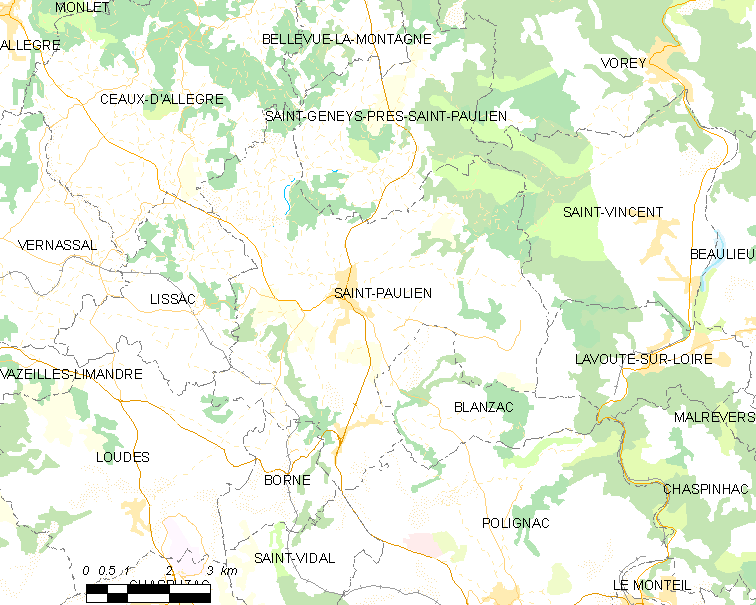
圣波利安的OSM定位图

圣波利安的时区为UTC+01:00、UTC+02:00（夏令时）。

## 行政
圣波利安的邮政编码为43350，INSEE市镇编码为43216。

## 政治
圣波利安所属的省级选区为圣波利安县。

## 人口

1962-2008年间圣波利安人口变化图示

圣波利安于2022年1月1日时的人口数量为2419人。